# Krim-Kongo hemorragisk feber
Krim-Kongo hemorragisk feber är en blödarfeber och allmänfarlig sjukdom med hög dödlighet. Bland symtomen märks feber, muskelvärk, huvudvärk, kräkningar, diarre och blödningar från hud och kroppsöppningar. De första symtomen uppstår inom två veckor efter smittotillfället. Bland komplikationerna märks leversvikt. För de som överlever tillfrisknar man vanligen inom två veckor efter sjukdomsutbrottet.
Läkemedelsforskning har visat på positiva resultat.